# Betty Ann Bjerkreim Nilsen
Betty Ann Bjerkreim Nilsen (* 7. September 1986 in Stavanger) ist eine ehemalige norwegische Skilangläuferin.

## Werdegang
Nilsen, die für den Bækkelagets SK startete, hatte ihren ersten internationalen Erfolg beim Europäischen Olympischen Winter-Jugendfestival 2003 in Pokljuka. Dort gewann sie die Silbermedaille über 5 km klassisch. Im Februar 2004 lief sie in Hommelvik ihr erstes Rennen im Continental-Cup und belegte dabei den neunten Platz über 5 km klassisch. Bei den Nordischen Junioren-Skiweltmeisterschaften 2004 in Stryn wurde sie Fünfte im 15-km-Massenstartrennen und Vierte mit der Staffel. Im folgenden Jahr holte sie bei den Nordischen Junioren-Skiweltmeisterschaften in Rovaniemi jeweils die Bronzemedaille über 5 km Freistil und im Skiathlon und die Goldmedaille mit der Staffel. Bei den Nordischen Junioren-Skiweltmeisterschaften 2006 in Kranj gewann sie die Silbermedaille im Skiathlon und die Goldmedaille mit der Staffel. Ihr Debüt im Weltcup hatte sie zu Beginn der Saison 2006/07 in Gällivare, das sie auf dem 33. Platz über 10 km Freistil beendete. Beim folgenden Weltcup in Kuusamo holte sie mit dem neunten Platz über 10 km klassisch ihre ersten Weltcuppunkte. Die Tour de Ski 2006/07 beendete sie auf dem 24. Platz. Dabei erreichte sie in Oberstdorf mit dem achten Platz im Skiathlon ihre beste Platzierung im Weltcupeinzel. Beim Saisonhöhepunkt den Nordischen Skiweltmeisterschaften 2007 in Sapporo errang sie den 20. Platz im Skiathlon. Zum Saisonende belegte sie den 54. Platz im Gesamtweltcup. Im Dezember 2008 wurde sie beim Weltcup in La Clusaz mit der Staffel und beim Scandinavian Cup in Lygna über 10 km klassisch jeweils Dritte und erreichte damit die einzigen Podestplatzierungen bei diesen Rennserien. Bei den U23-Weltmeisterschaften 2009 holte sie die Silbermedaille über 10 km Freistil. Ihr letztes Weltcuprennen lief sie beim Weltcup-Finale 2009 in Falun, welches sie auf dem 56. Platz über 2,5 km Freistil beendete.